# Elecciones generales de Jamaica de 1972
Las elecciones generales de Jamaica de 1972 se llevaron a cabo el 29 de febrero. El resultado fue una victoria para el Partido Nacional del Pueblo, que obtuvo mayoría absoluta con 37 de los 53 escaños. Michael Manley se convirtió en Primer ministro de Jamaica, siendo el primer traspaso de poder de dos partidos diferentes desde la independencia. La participación electoral fue del 78.90%.

## Resultados
| Partido                  | Partido                      | Votos   | %    | Escaños | +/-   |
| ------------------------ | ---------------------------- | ------- | ---- | ------- | ----- |
|                          | Partido Nacional del Pueblo  | 266.927 | 56.4 | 37      | +17   |
|                          | Partido Laborista de Jamaica | 205.587 | 43.4 | 16      | -17   |
|                          | Partido Demócrata Cristiano  | 109     | 0.0  | 0       | Nuevo |
|                          | Independientes               | 1.028   | 0.2  | 0       | 0     |
| Votos en blanco/anulados | Votos en blanco/anulados     | 4.120   | –    | –       | –     |
| Total                    | Total                        | 477.771 | 100  | 53      | 0     |
| Fuente: Nohlen           |                              |         |      |         |       |